# Seydou Keita
Seydou Keita (Bamako, Malí, 16 de enero de 1980) es un exfutbolista maliense. Se destacó en el Sevilla F. C. y fue fichado por el F. C. Barcelona, donde conquistó varios torneos nacionales e internacionales. Proviene de una prolífica familia futbolística de su país, siendo sobrino del legendario delantero Salif Keïta, así como primo de Sidi Keita y de los hermanos Mohamed y Abdoul Sissoko, también futbolistas.

## Trayectoria

### Inicios
Keita debutó a nivel profesional con el Olympique de Marsella en 1999, pero allí no disfrutó de mucho protagonismo, por lo que se fue al Lorient al año siguiente.

### R. C. Lens
Posteriormente, estuvo 5 temporadas en el Racing Club de Lens, de la Liga francesa. En su última temporada jugó 37 partidos y marcó 11 goles, causando el interés de grandes equipos europeos.

### Sevilla F. C.
Tras su paso por el Lens, en la temporada 2007-2008 fue fichado por el Sevilla FC, con quien jugó 31 partidos de la Liga española, marcando 4 goles. También jugó 9 partidos de Liga de Campeones en los que anotó 3 goles, y se proclamó campeón de la Supercopa de España 2007.

### F. C. Barcelona
El 26 de mayo de 2008 el FC Barcelona hizo efectiva su cláusula de 14 millones de euros y fue fichado por el conjunto catalán, convirtiéndose así en el primer fichaje de la era Guardiola. En el club azulgrana portaría el dorsal número 15, anteriormente usado por el brasileño Edmílson. En el FC Barcelona conquista los títulos más importantes a nivel de clubes, destacando entre ellos tres Ligas BBVA, dos UEFA Champions League y dos Mundiales de Clubes, consiguiendo engrosar su palmarés espectacularmente durante su estancia en el club catalán . Es el primer jugador de Malí en militar en el equipo azulgrana. El 25 de octubre de 2009 consigue su primer hat-trick en la victoria del F. C. Barcelona por 6-1 ante el Real Zaragoza en la que fue su mejor actuación con la elástica blaugrana. Keita es el único jugador de Malí que ha conseguido un triplete en una sola temporada (Copa, Liga y Liga de Campeones).

### Dalian Aerbin F. C.
Tras 4 temporadas en el FC Barcelona en las que ganó la increíble cifra de 14 títulos, el 8 de julio de 2012, llega gratis al Dalian Aerbin chino, club con el que firma hasta el 31 de diciembre de 2014, y donde coincidió con otro exazulgrana, Fábio Rochemback.

### Valencia C. F.
El 30 de enero de 2014 es contratado libre por el Valencia CF de la liga española. Hizo su debut el 16 de febrero en la jornada 25ª en el encuentro Sevilla-Valencia (0-0) en el Sánchez Pizjuán con el dorsal número 11. En Valencia estuvo seis meses, en los que jugó once encuentros y anotó un gol.

### A. S. Roma

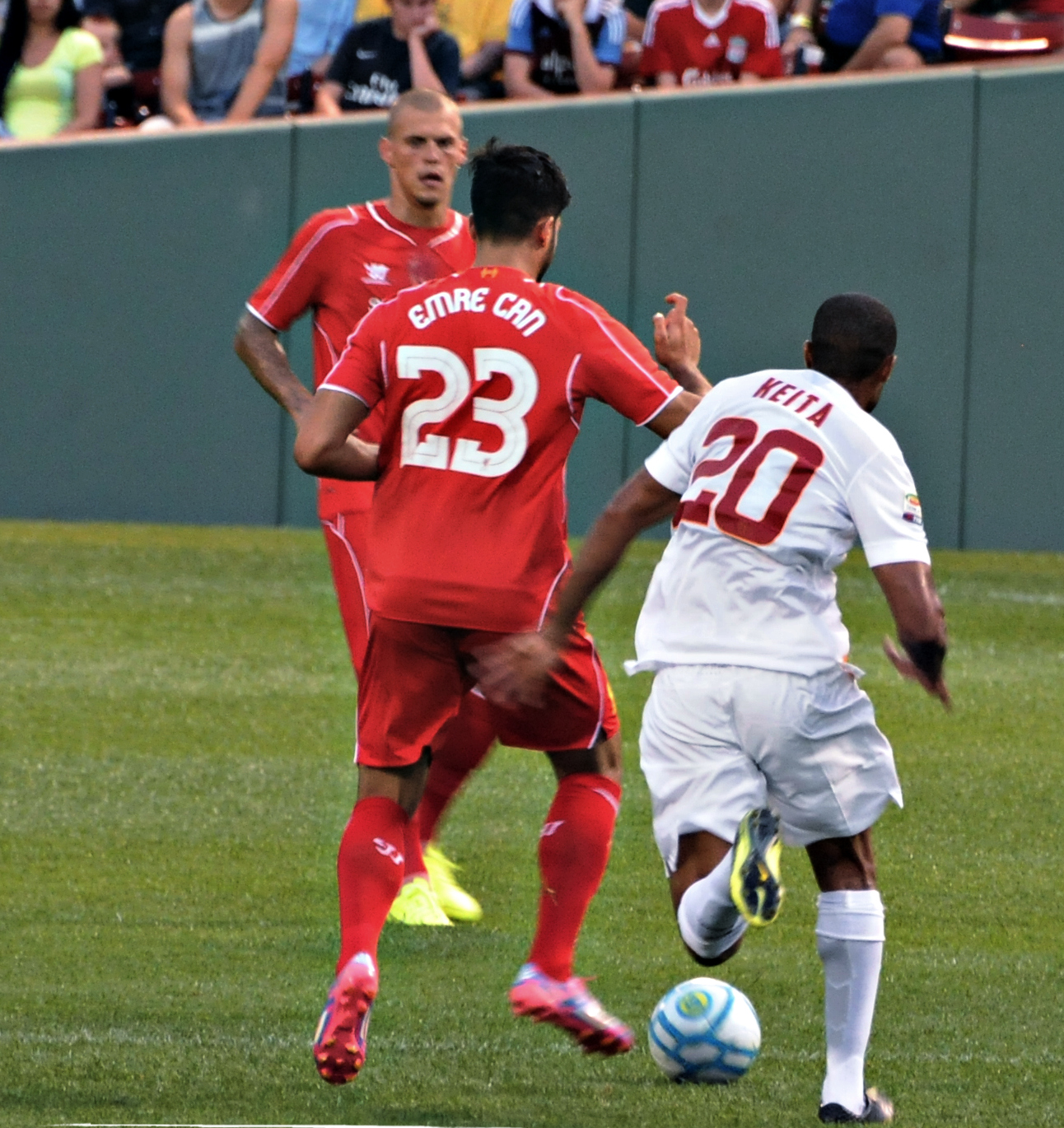
Emre Can y Seydou_Keita disputando el balon en un encuentro entre el Liverpool FC y la Roma

El 5 de junio de 2014 firmó por el AS Roma por una temporada. Tras una buena primera temporada, renovó su contrato con el club, pero en su segundo curso ya no tendría la misma participación. El 30 de junio de 2016 quedó libre y fichó por el El-Jaish Sports Club catarí.

## Selección nacional
Seydou Keita es internacional absoluto con Malí desde el año 2000. Con Las Águilas participó, entre otros, en la Copa África de 2008, quedando eliminados en la primera ronda.
Pero su trayectoria en la selección comenzó de muy joven y con buenos resultados. De hecho, Keita ganó el Balón de Oro como mejor jugador del Mundial sub-20 que se jugó el año 1999 en Nigeria por delante de jugadores como Xavi Hernández y Ronaldinho. Malí acabó en la tercera posición en una competición que ganó la selección española.
Fue internacional en 102 ocasiones, marcado un total de 25 goles.

## Estadísticas

### Clubes
| Club                          | Temporada           | Liga  | Liga  | Copa  | Copa  | Internacional | Internacional | Total | Total |
| Club                          | Temporada           | Part. | Goles | Part. | Goles | Part.         | Goles         | Part. | Goles |
| ----------------------------- | ------------------- | ----- | ----- | ----- | ----- | ------------- | ------------- | ----- | ----- |
| Olympique de Marsella Francia | 1999-00             | 6     | 0     | -     | -     | 3             | 1             | 9     | 1     |
| Olympique de Marsella Francia | Total               | 6     | 0     | -     | -     | 3             | 1             | 9     | 1     |
| F. C. Lorient Francia         | 2000-01             | 37    | 1     | -     | -     | -             | -             | 37    | 1     |
| F. C. Lorient Francia         | 2001-02             | 21    | 0     | 2     | 1     | -             | -             | 23    | 1     |
| F. C. Lorient Francia         | Total               | 58    | 1     | 2     | 1     | -             | -             | 60    | 2     |
| R. C. Lens Francia            | 2002-03             | 28    | 2     | -     | -     | 7             | 0             | 35    | 0     |
| R. C. Lens Francia            | 2003-04             | 22    | 0     | -     | -     | 6             | 0             | 28    | 0     |
| R. C. Lens Francia            | 2004-05             | 34    | 3     | -     | -     | -             | -             | 34    | 3     |
| R. C. Lens Francia            | 2005-06             | 35    | 3     | -     | -     | 6             | 0             | 41    | 3     |
| R. C. Lens Francia            | 2006-07             | 37    | 11    | -     | -     | 10            | 0             | 47    | 11    |
| R. C. Lens Francia            | Total               | 156   | 19    | -     | -     | 29            | 0             | 185   | 19    |
| Sevilla FC · España           | 2007-08             | 31    | 4     | -     | -     | 7             | 2             | 38    | 6     |
| Sevilla FC · España           | Total               | 31    | 4     | -     | -     | 7             | 2             | 38    | 6     |
| F. C. Barcelona · España      | 2008-09             | 29    | 4     | 5     | 0     | 12            | 2             | 46    | 6     |
| F. C. Barcelona · España      | 2009-10             | 29    | 6     | 3     | 0     | 12            | 0             | 44    | 6     |
| F. C. Barcelona · España      | 2010-11             | 35    | 3     | 11    | 2     | 10            | 1             | 56    | 6     |
| F. C. Barcelona · España      | 2011-12             | 16    | 1     | 4     | 0     | 7             | 1             | 27    | 2     |
| F. C. Barcelona · España      | Total               | 109   | 14    | 23    | 2     | 41            | 4             | 173   | 20    |
| Dalian Aerbin F.C. China      | 2012-13             | 12    | 4     | -     | -     | -             | -             | 12    | 4     |
| Dalian Aerbin F.C. China      | Total               | 12    | 4     | -     | -     | -             | -             | 12    | 4     |
| Valencia C. F. · España       | 2014                | 11    | 1     | 7     | 0     | -             | -             | 18    | 1     |
| Valencia C. F. · España       | Total               | 11    | 1     | 7     | 0     | -             | -             | 18    | 1     |
| A. S. Roma · Italia           | 2014-15             | 26    | 2     | 1     | 0     | 9             | 1             | 36    | 3     |
| A. S. Roma · Italia           | 2015-16             | 20    | 0     | 0     | 0     | 3             | 0             | 23    | 0     |
| A. S. Roma · Italia           | Total               | 46    | 2     | 1     | 0     | 12            | 1             | 59    | 3     |
| El-Jaish Sports Club Catar    | 2016-17             | 11    | 3     | 0     | 0     | 5             | 0             | 16    | 3     |
| El-Jaish Sports Club Catar    | Total               | 11    | 3     | 0     | 0     | 5             | 0             | 16    | 3     |
| Total en su carrera           | Total en su carrera | 440   | 48    | 33    | 3     | 97            | 8             | 570   | 59    |

## Palmarés

### Campeonatos nacionales
| Título                     | Club            | País    | Año  |
| -------------------------- | --------------- | ------- | ---- |
| Copa de Francia            | F. C. Lorient   | Francia | 2002 |
| Supercopa de España        | Sevilla F. C.   | España  | 2007 |
| Copa del Rey               | F. C. Barcelona | España  | 2009 |
| Primera División de España | F. C. Barcelona | España  | 2009 |
| Supercopa de España        | F. C. Barcelona | España  | 2009 |
| Primera División de España | F. C. Barcelona | España  | 2010 |
| Supercopa de España        | F. C. Barcelona | España  | 2010 |
| Primera División de España | F. C. Barcelona | España  | 2011 |
| Supercopa de España        | F. C. Barcelona | España  | 2011 |
| Copa del Rey               | F. C. Barcelona | España  | 2012 |

### Campeonatos internacionales
| Título                 | Club            | Sede            | Año  |
| ---------------------- | --------------- | --------------- | ---- |
| Copa Intertoto         | R. C. Lens      | Francia         | 2005 |
| UEFA Champions League  | F. C. Barcelona | Roma            | 2009 |
| Supercopa de Europa    | F. C. Barcelona | Mónaco          | 2009 |
| Copa Mundial de Clubes | F. C. Barcelona | Emiratos Árabes | 2009 |
| UEFA Champions League  | F. C. Barcelona | Londres         | 2011 |
| Supercopa de Europa    | F. C. Barcelona | Mónaco          | 2011 |
| Copa Mundial de Clubes | F. C. Barcelona | Japón           | 2011 |

### Distinciones individuales
| Distinción                             | Año  |
| -------------------------------------- | ---- |
| Balón de Oro de la Copa Mundial Sub-20 | 1999 |